# Michaela Geuer
Michaela Geuer (* 12. August 1963 in München) ist eine deutsche Schauspielerin und Synchronsprecherin.

## Leben
Geuer absolvierte eine Schauspielausbildung im Schauspielstudio Prof. Margret Langen.
Als Theaterschauspielerin hatte sie Engagements am Teamtheater München, im Kulturzentrum Pasinger Fabrik, am Goethe-Theater und am Theater am Turm (TAT) in Frankfurt am Main, am Schauspielhaus Wien und am Schillertheater Berlin. Außerdem trat sie bei den Bad Hersfelder Festspielen auf. Sie spielte unter anderem die Elisabeth in Maria Stuart, die Nicole in Der Bürger als Edelmann, die Polyxena in Der trojanische Krieg findet nicht statt und die Cecile de Volanges in Gefährliche Liebschaften.
Geuer übernahm auch regelmäßig verschiedene Fernsehrollen.
1982 war sie unter der Regie von Franz Josef Wild als Lucie in einer Fernsehinszenierung des Trauerspiels Stella von Johann Wolfgang von Goethe zu sehen. 1982 spielte sie als Yola eine Freundin der weiblichen Hauptdarstellerin in der Fernsehserie Ein Stück Himmel. 1996 war sie als jugendliche Liebhaberin Steffi Stapler in der BR-Produktion Minister gesucht aus der Fernsehreihe Der Komödienstadel zu sehen.
Geuer übernahm außerdem Episodenrollen und Gastrollen in verschiedenen Kriminalserien. Als Synchronsprecherin lieh sie unter anderem Sandra Bullock ihre Stimme in Das Netz.
Michaela Geuer war mit dem Schauspieler Wolfgang Seidenberg verheiratet und lebt in München.

## Filme und Serien
- 1982: Stella
- 1982: Ein Stück Himmel
- 1983: Alarm im Schlossmuseum
- 1983: SOKO 5113 – An die Nadel verloren
- 1984: Der eiserne Weg
- 1984: SOKO 5113 – Blanker Haß
- 1984: SOKO 5113 – Goldregen
- 1987: SOKO 5113 – Roter Hahn
- 1987: Tatort: Flucht in den Tod
- 1988: Der Fahnder: König der Verlierer
- 1990: Moffengriet – Liebe tut, was sie will
- 1993: Mir san die Brandls!
- 1994: Der Mond scheint auch für Untermieter
- 1996: Der Komödienstadel: Minister gesucht
- 2000: Marienhof